# Форт Баяр
Форт Байяр (фр. Fort Boyard, вимова — / bwajar / ; іноді транслітерується як Байярд, Бойярд, Боярд, Буаяр) — кам'яний форт, розташований біля атлантичного узбережжя Франції в протоці Антіош, між островами Іль-д'Екс (фр. Île-d'Aix) і Олерон (фр. Île d'Oléron) Будівництво почалося в 1801 році і закінчилося в 1857 році.

## Історія будівництва
Перша пропозиція про будівництво форту на цьому місці з'явилася ще в 1666 році, після спорудження військових верфей в місті Рошфор. Для захисту верфі від можливого нападу британського флоту було побудовано дві берегові батареї, проте блокувати протоку вони не могли — далекобійність артилерійських гармат в той час була дуже малою, а відстань між двома суміжними островами — занадто великою. Форт, побудований посередині протоки, разом з береговими батареями міг би блокувати прохід до верфей, створюючи перед кораблями противника «вогневий бар'єр». Однак легендарний інженер-фортифікатор Себастьян Ле Претр де Вобан, якому Людовик XIV запропонував очолити будівництво, відмовився, заперечивши королю: "Сір, легше вхопитися за місяць зубами, ніж побудувати фортецю в такому місці ".
До ідеї побудови форту повернулися на початку XIX століття. До того моменту будівельні технології вже дозволяли спорудження подібної фортеці, а необхідність в ній залишалася дуже нагальною — зовнішня політика Наполеона I сильно ускладнила взаємини Франції з Великою Британією. Будівництво форту було розпочато в 1801 році на вже існуючій в протоці піщаній мілині, від назви якої і пішла назва самого форту.
При будівництві фундаментів форту кам'яні блоки встановлювалися безпосередньо на морське дно. Незабаром будівельники зіткнулися з серйозними технічними труднощами — кам'яні блоки йшли в ґрунт під власною вагою, перекошувалися і роз'їжджалися. У підсумку в 1809 році будівництво фортеці було припинено і відновилося лише в 1837 році, під час правління Луї-Філіпа I, коли відносини з Великою Британією знову стали вельми напруженими.
Спорудження форту виявилося «довгобудом» — фортеця була завершена тільки у 1857 році. Споруда виявилася досить великою — форт мав довжину 68 метрів і ширину 31 метр, а висота стін доходила до 20 метрів. Гарнізон Байяру складався з 250 чоловік. Проте до моменту завершення будівництва форту виявилося, що фортеця загалом вже не потрібна. За 50 з гаком років, що минули з моменту закладки форту, далекобійність артилерійських гармат сильно збільшилася, і тепер берегові батареї з легкістю перекривали протоку. Таким чином, необхідність у новозбудованому форті відпала, однак він залишився у віданні Військового відомства Франції і згодом використовувався як в'язниця, не беручи участь у бойових діях.

## Подальша історія фортеці

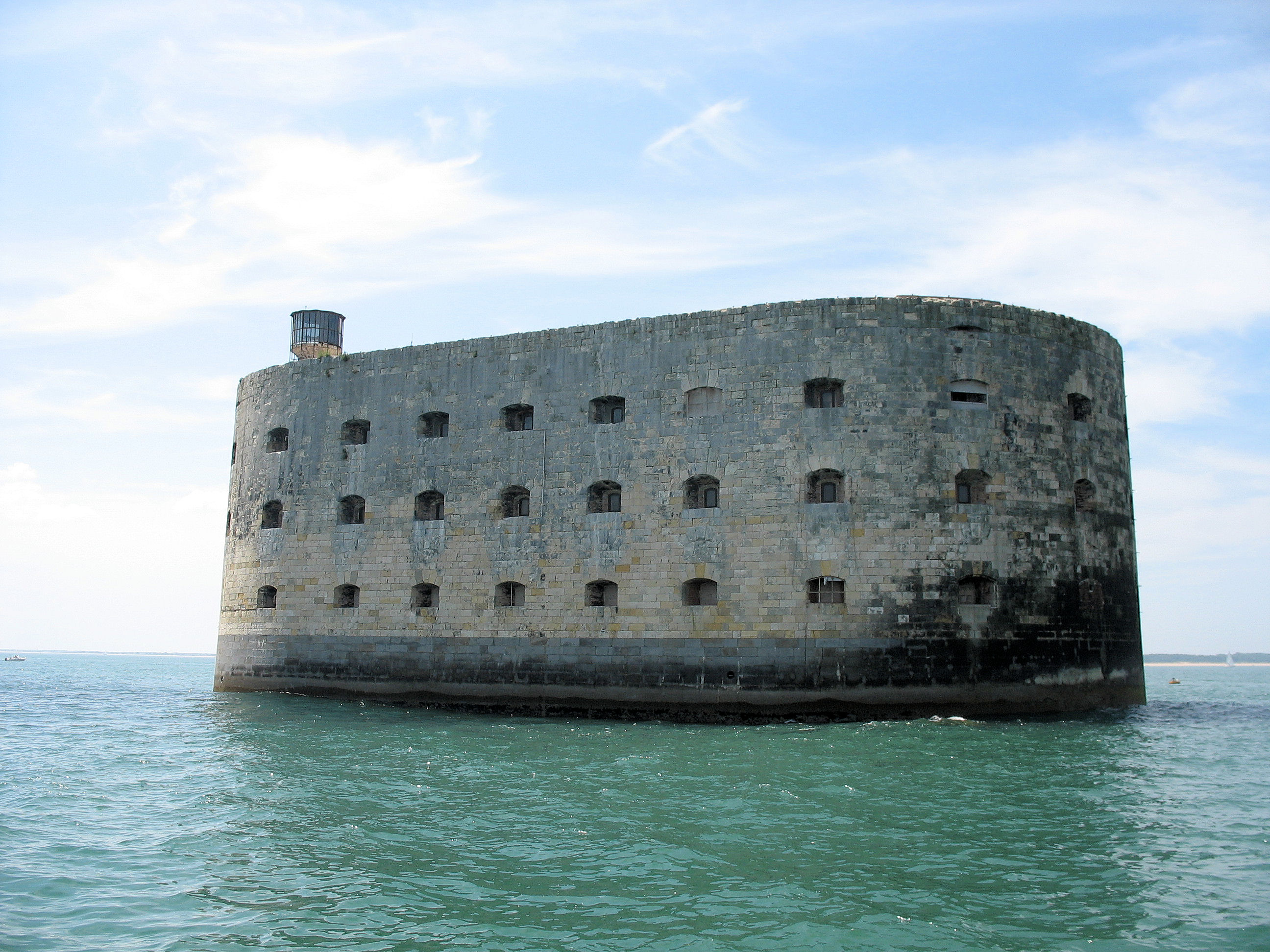
Форт Байяр. Вид з моря.

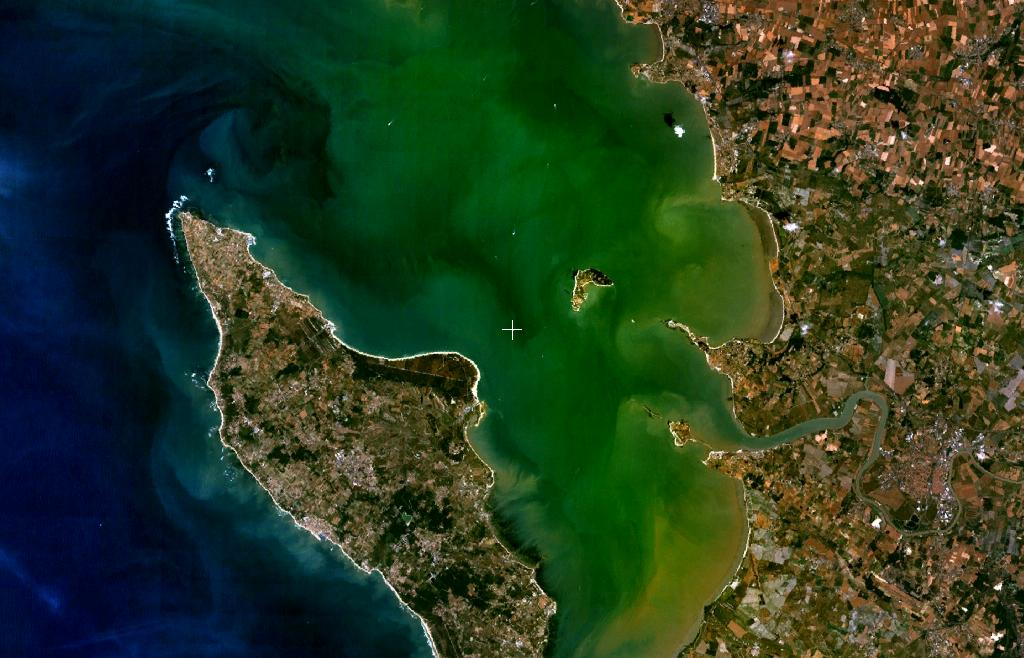
Форт Байяр. Супутникове фото

В 1913 році Форт виходить з ведення армії, його гармати розпродаються. Під час Другої світової війни німці використовували Байяр для навчальних стрільб, чим завдали йому великої шкоди. Протягом наступних 20 років Форт залишався в повному запустінні і поступово руйнувався від впливу моря, вітру і морських птахів. 28 травня 1962 року форт Байяр був виставлений на аукціон за початковою ціною 7,5 тисяч франків. Основна боротьба розгорнулася між дантистом з Аворье Еріком Ертом і головою товариства друзів форту Байяр. Ерт заплатив 28 тисяч франків (на три тисячі більше, ніж його суперник) і придбав Форт в свою власність. Однак він не мав коштів для відновлення Байяр, який все більше і більше занепадав не тільки від природного впливу, а й численних туристів, які буквально розбирали Форт на сувеніри. В 1979 році Ерт вирішує позбутися Байяру. Він виставляє його на продаж за 1,2 млн франків. Єдиним зацікавленим у покупці Форту в той час була лише асоціація «Помішані на морі», яка хотіла зробити його місцем проведення зустрічей артистів та екологів. Однак запропонована власником ціна була для асоціації дуже високою.
Починаючи з 1980 року деякий інтерес до форту Байяр проявляє телебачення. Зокрема, Філіпп Де Дьєлевель, ведучий популярної програми «Полювання на скарби», в одному з випусків якої герой повинен знайти табакерку Наполеона, заховану в Форті. У тому ж році торгова палата Рошфора отримує пропозицію реконструювати Байяр. Нікого, однак, зацікавити відновленням Форту не вдається. Проект припинений. В 1989 році Ерік Ерт перепродує форт Байяр за 1,5 млн франків (проти 28 тис. франків відданих за нього в 1962 році) продюсеру телевізійних ігор Жаку Антуану, який підшукує майданчик для свого нового шоу.
У 1989 році починається реконструкція Байяр. У 25 метрах від нього споруджена офшорна платформа для причалу суден (старий фортовий пірс був давно зруйнований). Форт був повністю очищений від величезного шару гуано (товщиною 50 см). Обладнані обидва зали для однойменної телегри. В 1996 році відновлені і артилерійські платформи. Однак Форт як і раніше піддавався шкідливим впливам з моря. Тому в 1998 році проводяться додаткові реставраційні роботи. Повністю очищуються зовнішні стіни і завершується герметизація тераси. Завершальним етапом стало відновлення центрального двору взимку 2003—2004 років.

## Форт Байяр в кінематографі
В 1962 році форт Байяр вперше з'явився в художньому фільмі — це був «Відпочинок воїна» Роже Вадима.
В 1966 році в картині Робера Енріко «Шукачі пригод» він стає одним з найважливіших складових елементів сюжету, тривалістю понад 15 хвилин екранного часу. Зйомки ж цих хвилин зайняли цілих три тижні і завершилися сильним штормом, в ході якого знімальну групу довелося терміново евакуювати на вертольоті.